# Saiyinhuduga
Saiyinhuduga (kinesiska: 赛音呼都嘎, 赛音呼都嘎苏木) är en socken i Kina. Den ligger i den autonoma regionen Inre Mongoliet, i den norra delen av landet, omkring 450 kilometer nordost om regionhuvudstaden Hohhot.
Genomsnittlig årsnederbörd är 478 millimeter. Den regnigaste månaden är juli, med i genomsnitt 132 mm nederbörd, och den torraste är januari, med 3 mm nederbörd.